# Bassin de Siloé

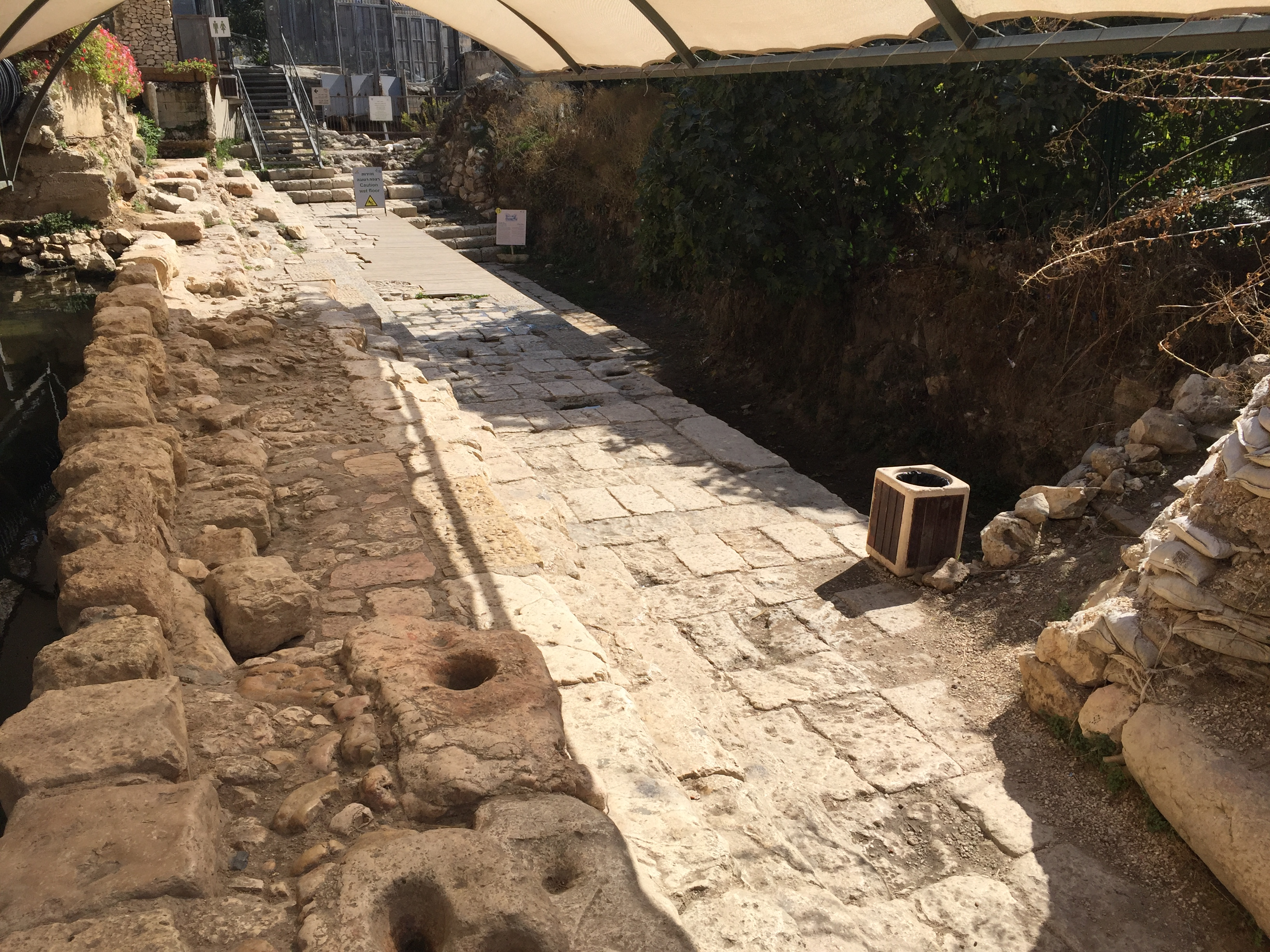
Vestiges de la piscine de Siloam du Second temple de la cité de David.

Bassin de Siloé, Siloam ou Silwan, en grec κολυμβηθρα του Σιλωαμ (kolymbēthra tou Silōam), en hébreu שִּׁלֹחַ (šilōaḥ) ou שֶּׁלַח (šelaḥ), désigne différents réservoirs situés au sud de la colline de l'Ophel dans la partie inférieure de la cité de Jérusalem, du temps du royaume de Juda et sis de nos jours, dans le district de Silwan de Jérusalem-Est.

## Présentation
Le bassin collecte l'eau du flanc est de la colline qui coulait vers la vallée de Siloé (ou Silouane). C'est un lieu mentionné tant dans la Bible hébraïque que dans le Nouveau Testament comme « le bassin d'Ézéchias », endroit où Jésus envoya se laver l'aveugle de naissance qu'il guérit dans l'Évangile selon Jean.
Le bassin actuel est situé dans le quartier palestinien de Silwan de Jérusalem-Est, juste au sud et en dehors des murs d'enceinte de la vieille ville de Jérusalem, au sud-est de la cité de David dont il est séparé par la vallée de Cédron. Il est redécouvert en 2004, lors de travaux de canalisation par la Direction de la Nature et des Parcs, via des ouvriers de la Fondation Ir-David, puis confié à Eli Shukron et Ronny Reich pour le compte de l'Autorité des Antiquités d'Israël,.
Le bassin de Shiloé est le canal qui alimentait la piscine en terrasse. Cette piscine occupe toute la superficie du grand jardin appelé piscine Al-Hamra (Birket al-Hamra).

## Description

### Bassin d'Ézéchias
Selon la Bible hébraïque, le bassin est construit sous le règne du roi de Juda, Ézéchias, vers 700 av. J.-C.. Il doit assurer l'approvisionnement en eau de Jérusalem face à l'attaque de Sennacherib, roi d’Assyrie. Ézéchias fait alors creuser un tunnel, qui est identifié au « Tunnel d'Ézéchias » découvert au XIXe siècle.
Le tunnel redirige les eaux de la source de Gihon située à l'est de la cité vers un côté moins vulnérable de la ville. La localisation de ce premier réservoir n'est pas connue.
Aujourd'hui, la piscine de Siloé est le lieu le plus bas en altitude de la ville historique de Jérusalem, sise à environ 625 mètres (ou 2 051 pieds) au-dessus du niveau de la mer.

### Bassin inférieur

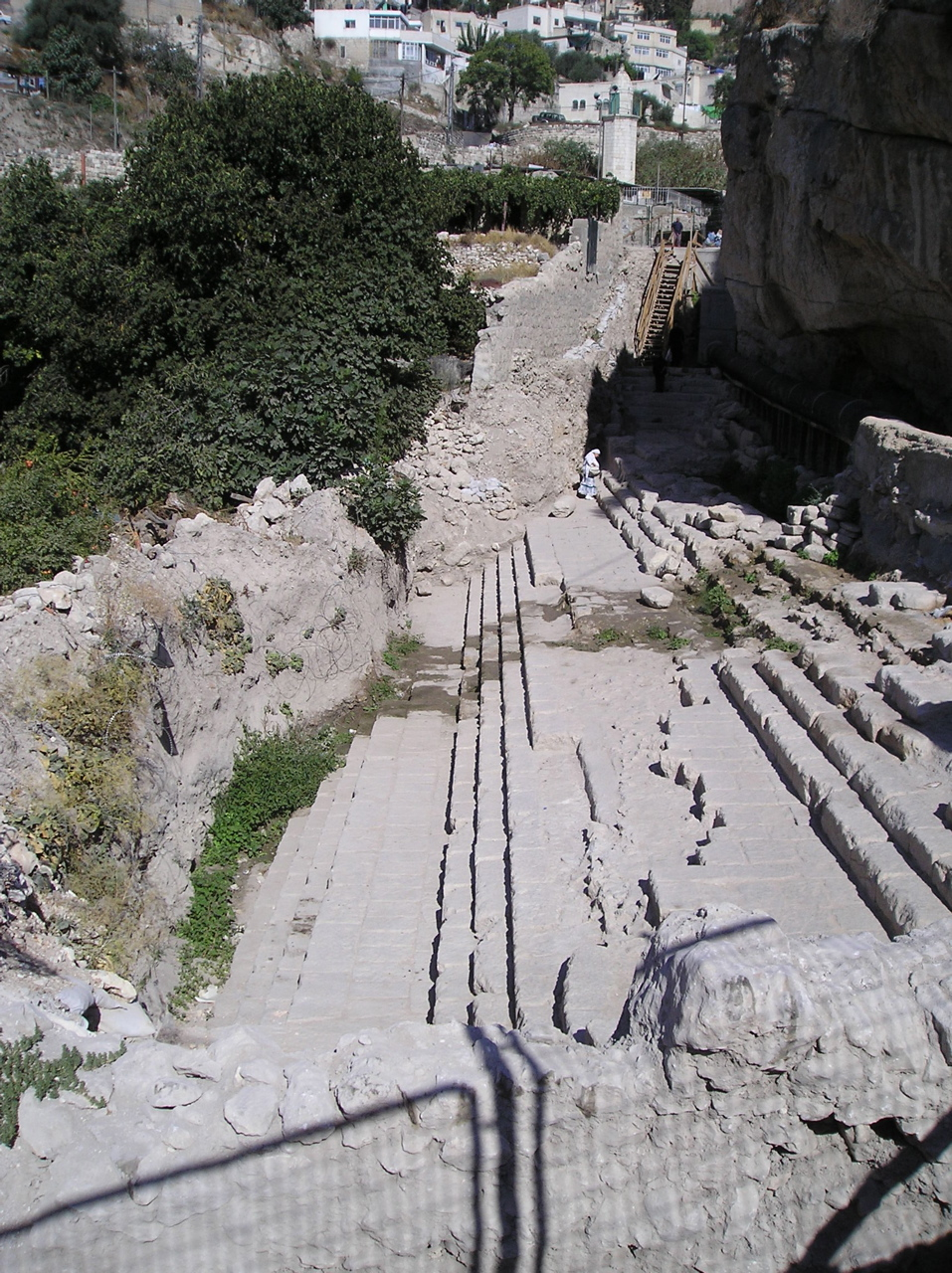
Le bassin inférieur (partiellement dégagé). Au fond, le minaret de la mosquée construite au-dessus du bassin de l'époque byzantine.

Le bassin inférieur est un réservoir alimenté par un canal depuis la source de Gihon. Le lieu est connu en arabe sous le nom de Birkat al-Hamra. Le canal qui l'alimente date de l'âge du bronze moyen et a été appelé « canal II » par les archéologues du début du XXe siècle. Il longe le versant ouest de la vallée du Cédron. Ce canal ou aqueduc est partiellement couvert et partiellement découvert. Un certain nombre d'ouvertures permet d'irriguer la vallée. L'alimentation en eau de la vallée permet le développement de la végétation. Le « jardin du roi » mentionné dans le deuxième livre des Rois est probablement à situer dans ce secteur.
Après l'Exil à Babylone (VIe siècle av. J.-C.), le bassin inférieur est appelé « piscine de Shelah ». Pendant la période du Second Temple (516 av. J.-C. à 70 ap.), l'historien juif Flavius Josèphe mentionne la « fontaine de Siloam » et la situe au sud de la vallée du Tyropœôn (B.J. 5.4.2).
Le Talmud indique que pendant la fête juive de Soukkot, de l'eau est puisée à la fontaine de Siloé et transportée en procession jusqu'au Temple de Jérusalem et à l'autel (Soukkot 4:9).
Un large bassin trapézoïdal de 60 x 50 m est construit vers le Ier siècle av. J.-C.. Il est mis au jour en 2004 notamment par l'archéologue Ronny Reich. Seule une partie du bassin est dégagée. Le reste semble s'étendre sous un jardin appartenant à l'Église grecque orthodoxe. L'accès au bassin se fait par trois séries de cinq marches en pierre, séparées par de larges plateformes. Au moins trois des côtés du bassin étaient équipés de marches. Les plateformes facilitaient peut-être l'usage de l'eau à des fins rituelles pour les pèlerins venant à Jérusalem. Sous les pierres du bassin, on a trouvé les traces d'un bassin plus ancien datant de l'époque hasmonéenne (167 av. J.-C. à 40 ap.). Les marches de ce premier bassin n'étaient pas en pierre mais en plâtre gris, appartenant à une phase antérieure de la piscine. Ce type d'aquarium en plâtre est caractéristique des mikvés de purification de la période du Second Temple. Il s’avère que la première étape a été construite par des installateurs de mikvé ; ces marches étant usées en raison de l'utilisation intensive de la piscine, ils ont décidé de recouvrir les marches en plâtre de marches en pierre.
Quatre monnaies d'Alexandre Jannée permettent de dater cette première phase de construction de la fin de la période hasmonéenne ou du début de la période hérodienne (37 à 4 av. J.-C.). Le bassin est utilisé jusqu'à la destruction de Jérusalem par les Romains, en 70. On y a retrouvé des pièces datant de la Grande Révolte (66 à 73 ap. J.-C.). Selon Josèphe, le bassin est détruit en même temps que le reste de la ville :

« les Romains chassèrent les brigands de la ville basse et brûlèrent tout jusqu'à la fontaine de Siloé »

— Flavius Josèphe, Guerre des Juifs, 6

Les piscines en 1907
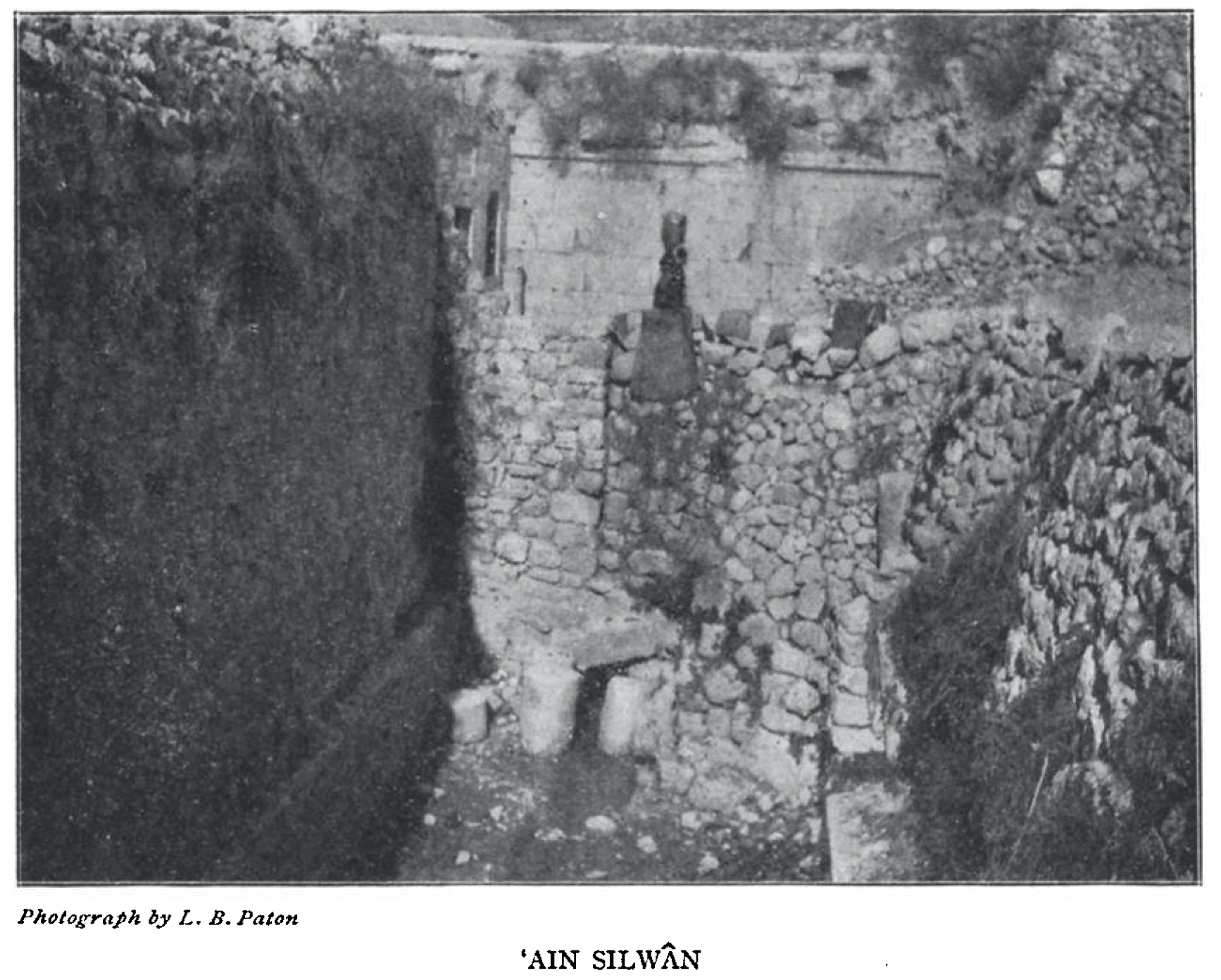
Aïn Silwân
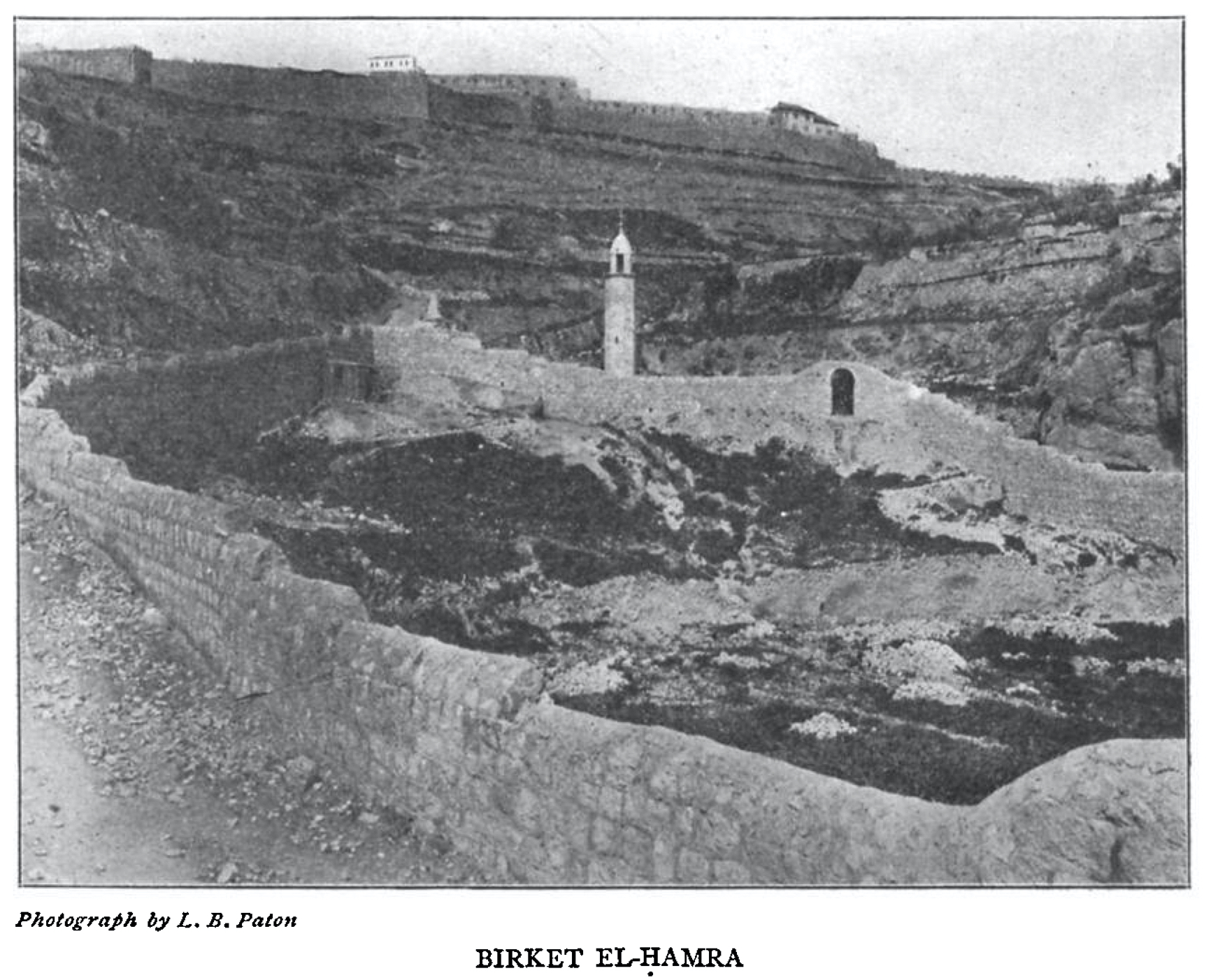
Birket Hamra

### Bassin supérieur

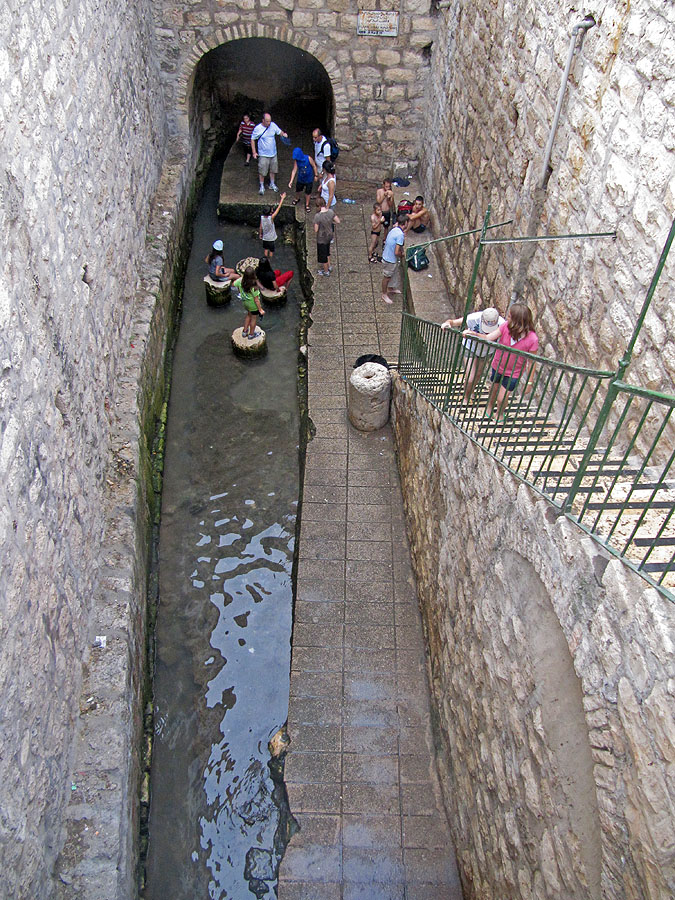
Bassin de Silwan

Le bassin actuellement connu comme la « piscine de Siloam » est situé au nord du bassin inférieur.
En 333, l'Anonyme de Bordeaux décrit une piscine qui date probablement d'une reconstruction sous Hadrien (117 à 138). Une église est construite au Ve siècle par l'impératrice byzantine Eudoxie à la sortie du tunnel d'Ézéchias pour commémorer le miracle de l'aveugle que Jésus de Nazareth envoie à la piscine de Siloé. Cette église est mentionnée dans plusieurs itinéraires de pèlerinage de l'époque byzantine. L'Anonyme de Plaisance en donne une description vers 570. L'église est détruite par les Perses en 614. La colonnade entourant la piscine est encore décrite au Moyen Âge. Une mosquée est construite sur le site en 1890.

### Visite de Lamartine

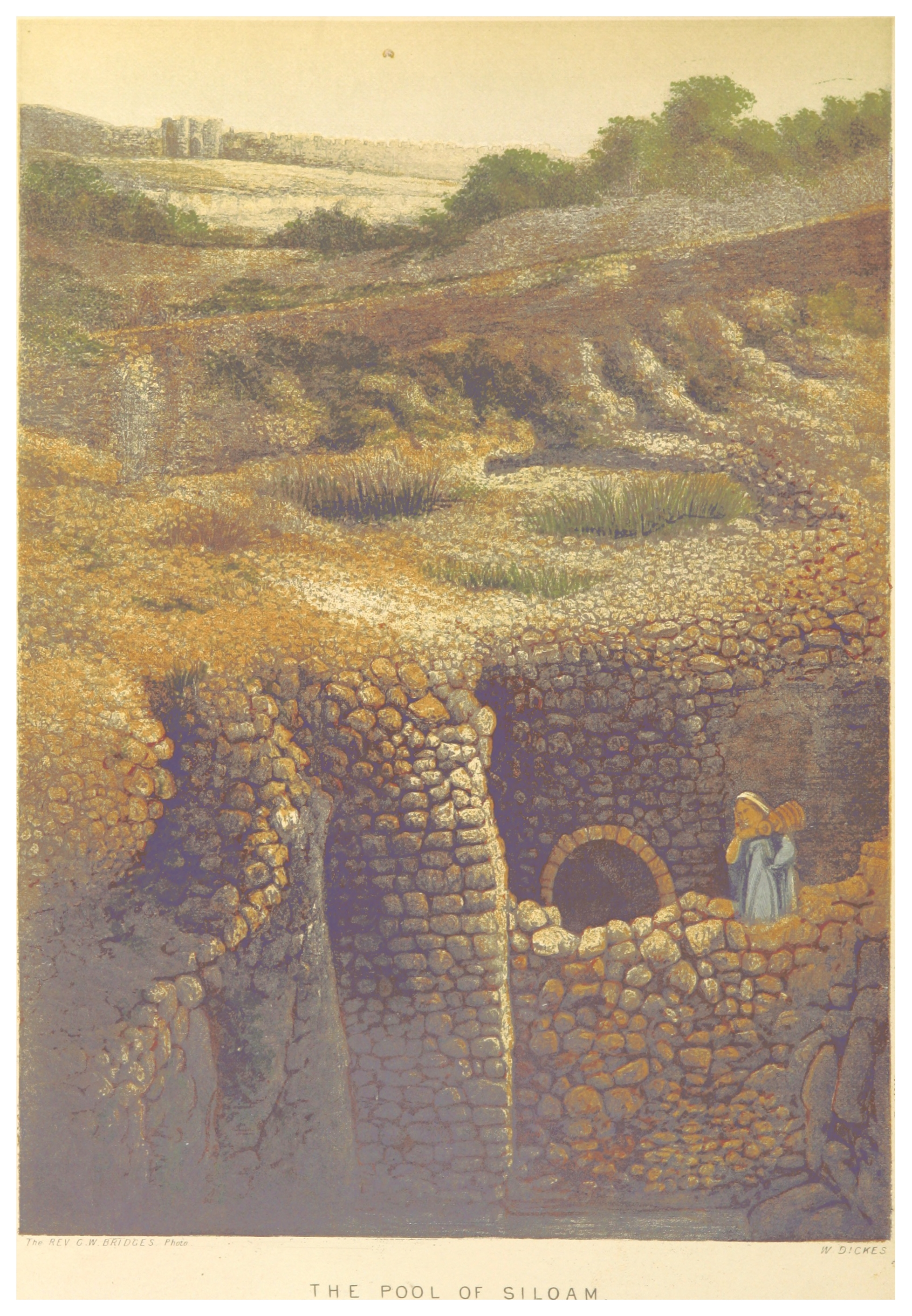
Représentation de la piscine de Siloam, vers 1870.

Dans son Voyage en Orient, entre 1832 et 1833, Lamartine apporte son témoignage sur la fontaine de Siloé à Jérusalem : 
« Voici la fontaine de Siloé, la source unique de la vallée, la source inspiratrice des rois et des prophètes ; je ne sais comment tant de voyageurs ont eu de la peine à la découvrir, et se disputent encore sur le site qu’elle occupait. La voilà tout entière pleine d’eau limpide et savoureuse, répandant l’haleine des eaux dans cet air embrasé et poudreux de la vallée, creusée de vingt marches dans le rocher dont la cime portait le palais de David, avec sa voûte de blocs de pierre polis par les siècles, et tapissés, dans leurs jointures, de mousses humides et de lierre éternel. Les marches de ses escaliers, usées par le pied des femmes qui viennent du village de Silhoa y remplir leurs cruches, sont luisantes comme le marbre. J’y descends ; je m’assieds un moment sur ces fraîches dalles ; j’écoute, pour m’en souvenir, le léger suintement de la source ; je lave mes mains et mon front dans ses eaux ; je répète les vers de Milton, pour invoquer, à mon tour, ses inspirations depuis si longtemps muettes.

C’est le seul endroit des environs de Jérusalem où le voyageur trouve à mouiller son doigt, à étancher sa soif, à reposer sa tête à l’ombre du rocher rafraîchi et de deux ou trois touffes de verdure. Quelques petits jardins, plantés de grenadiers et d’autres arbrisseaux par les Arabes de Silhoa, jettent autour de la fontaine un bouquet de pâle verdure. Elle la nourrit du superflu de ses eaux. C’est là que finit la vallée de Josaphat. »